# Історія держави Російської
«Історія держави Російської», рос. История государства Российского — багатотомний твір Миколи Карамзіна, що описує російську історію від часів скіфів і давніх слов'ян до правління Івана Грозного та Смутного часу. 12-томна праця вийшла друком у 1816-1829 роках. Цей твір відкрив історію Росії для широкої публіки.
Микола Карамзін почав писати «Історію держави Російської» у 1806 році, однак не закінчив через смерть у 1826 році. Результатом цієї двадцятирічної праці стало видання дванадцяти томів. Інші два історики — Сергій Соловйов та Василь Ключевський — лише розширили, поглибили й удосконалили раніше написане. В їхніх історичних працях не знайдено жодного заперечення основоположних віх історії Росії у трактуванні Миколи Карамзіна.